# Glypta partita
Glypta partita är en stekelart som beskrevs av Dasch 1988. Glypta partita ingår i släktet Glypta och familjen brokparasitsteklar. Inga underarter finns listade i Catalogue of Life.